# Structural Awards

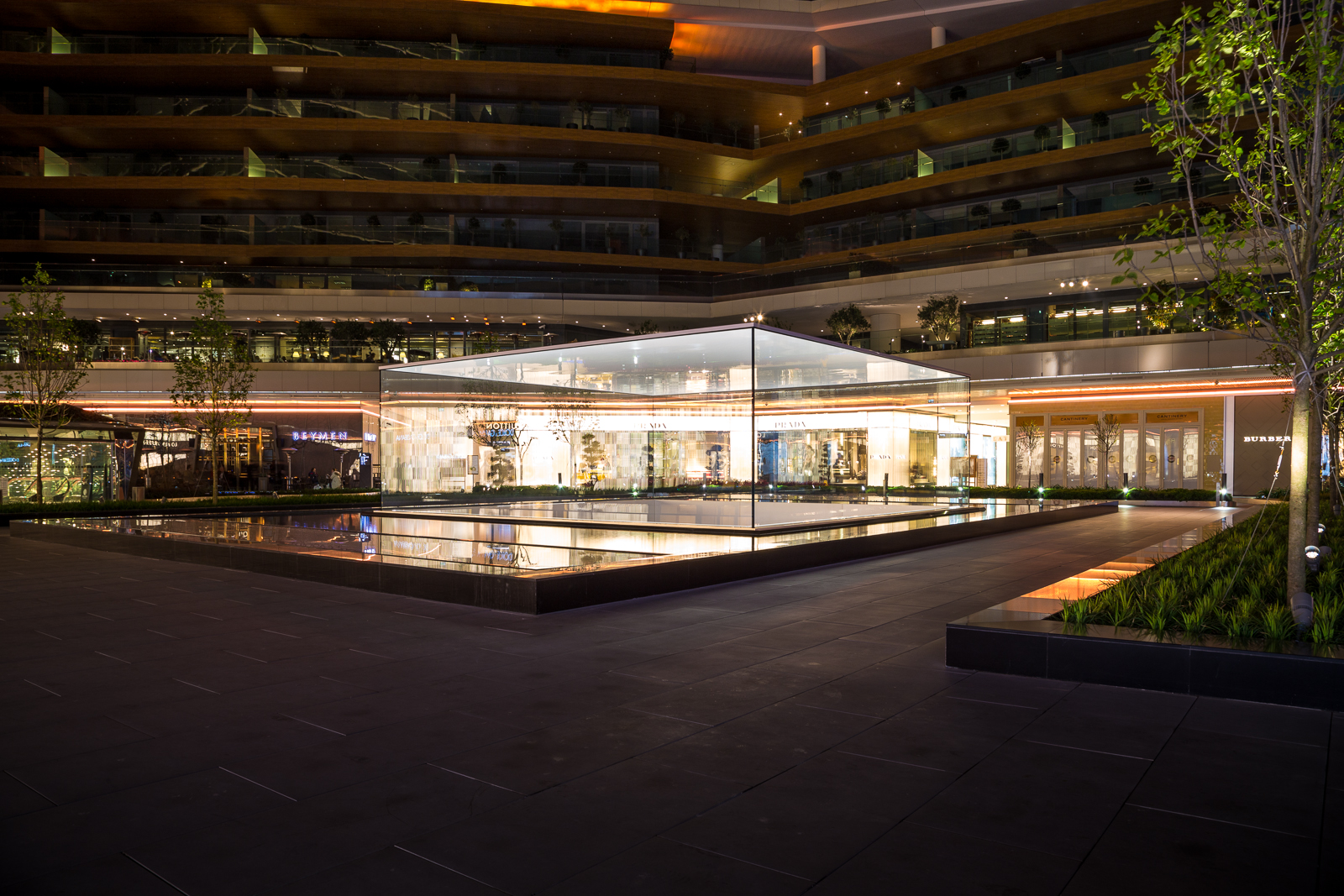
Центр Apple Зорлу в Стамбуле, спроектированный Eckersley O'Callaghan – победитель 2014 года

 Structural Awards  (структурал ауардс) — международный конкурс в области строительного проектирования, премия, награда за проектирование строительных сооружений. Ежегодно вручается  Институтом инженеров-строителей Великобритании с 1968 года. Правила награждения изменены с 2006 года. Премия включает 10 категорий и высшую награду за весь проект, высшую награду за техническое мастерство.
В 2014 году высшую награду Structural Awards получило инжиниринговое бюро Eckersley O'Callaghan за проект Центр Зорлу для Холдинга Зорлу в районе Бешикташ Стамбула. Проект здания нового терминала аэропорта Пулково признан победителем Structural Awards-2014 в номинации «Инфраструктурные и транспортные проекты».

## Лауреаты
| год  | Компания-автор проекта | Рабочий проект | Рабочий проект                                                                                             | примечания  |
| ---- | --- | -------------- | --- | ----------- |
| 2016 | Fast + Epp |                | Водный центр округа Грандвью Хайтс, Суррей (Британская Колумбия)                                           | [ 1 ] [ 2 ] |
| 2015 | Arup |                | Singapore Sports Hub                                                                                       | [ 3 ] [ 4 ] |
| 2014 | Eckersley O'Callaghan |                | Стеклянный фонарь, Магазин Apple, Zorlu Center, Стамбул                                                    | [ 5 ]       |
| 2013 | Институт планирования коммуникаций и дизайна провинции Цзянсу (англ. Jiangsu Provincial Communications Planning and Design Institute и Aecom |                | Мост Тайчжоу                                                                                               | [ 5 ]       |
| 2012 | Flint & Neill и Sinclair Knight Merz |                | Мост Западные врата, Австралия                                                                             | [ 6 ]       |
| 2011 | Expedition Engineering |                | Велопарк Ли Вэлли, Лондон                                                                                  | [ 5 ]       |
| 2010 | Arup |                | Мост Стоункаттерс                                                                                          | [ 7 ]       |
| 2009 | Expedition Engineering |                | Надземный пешеходный переход Инфинити, Англия                                                              |             |
| 2008 | Arup |                | 5-й терминал аэропорта Хитроу, Англия                                                                      |             |
| 2007 | Buro Happold & engineers Haskins Robinson Waters                                                                                             |                | Савил Билдинг, Англия                                                                                      |             |
| 2006 | Dar Al-Handasah Consultants | -              | Мост через реку Прайя, Малайзия                                                                            |             |
| 2005 | награждений не было | -              | - |             |
| 2004 | Dewhurst Macfarlane & Partners with Goldreich Engineering PC                                                                                 |                | Конференц-центр имени Дэвида Лоуренса (англ. David L. Lawrence Convention Center), Питтсбург, Пенсильвания |             |
| 2003 | Gifford | ;              | Мост Миллениум (Гейтсхед), Гейтсхед, Англия                                                                |             |